# Klasika Primavera 2014
La 60ª Klasika Primavera se disputó el domingo 13 de abril de 2014, por el recorrido habitual de esta carrera sobre un trazado de 171,6 kilómetros.
La prueba perteneció al UCI Europe Tour 2013-2014 de los Circuitos Continentales UCI, dentro de la categoría 1.1.
Participaron 12 equipos. El único equipo español de categoría UCI ProTeam (Movistar Team); el único de categoría Profesional Continental (Caja Rural-Seguros RGA); y los 2 de categoría Continental (Burgos-BH y Euskadi). En cuanto a representación extranjera, estuvieron 8 equipos: los Continentales del Team Ecuador, Lokosphinx, Louletano-Dunas Douradas, Keith Mobel-Partizan, LBC-MVP Sports Foundation, Efapel-Glassdrive, OFM-Quinta da Lixa y Radio Popular. Formando así un pelotón de 107 ciclistas, con entre 7 y 10 corredores cada equipo, de los que acabaron 95.
El ganador final fue Pello Bilbao tras superar a Gorka Izagirre (vencedor de la clasificación de la montaña) al sprint de un terceto cabecero que completaba David Belda (tercero).
En las otras clasificaciones secundarias se impusieron Pablo Torres (sprints especiales) y Caja Rural-Seguros RGA (equipos).

## Clasificación final
| \| Posición \| Ciclista \| Equipo \| Tiempo \| \| -------- \| ------------------- \| ---------------------- \| --------------- \| \| 1. \| Peio Bilbao \| Caja Rural-Seguros RGA \| 3 h 57 min 31 s \| \| 2. \| Gorka Izagirre \| Movistar \| m.t. \| \| 3. \| David Belda \| Burgos-BH \| a 10 s \| \| 4. \| Eduard Prades \| OFM-Quinta da Lixa \| a 53 s \| \| 5. \| Miguel Mínguez \| Euskadi \| m.t. \| \| 6. \| Arkimedes Arguelyes \| Lokosphinx \| m.t. \| \| 7. \| Fernando Grijalba \| Caja Rural-Seguros RGA \| m.t. \| \| 8. \| Joni Brandão \| Efapel-Glassdrive \| m.t. \| \| 9. \| Amets Txurruka \| Caja Rural-Seguros RGA \| m.t. \| \| 10. \| Beñat Intxausti \| Movistar \| m.t. \| |                     |                        |                 |
| Posición | Ciclista            | Equipo                 | Tiempo          |
| 1. | Peio Bilbao         | Caja Rural-Seguros RGA | 3 h 57 min 31 s |
| 2. | Gorka Izagirre      | Movistar               | m.t.            |
| 3. | David Belda         | Burgos-BH              | a 10 s          |
| 4. | Eduard Prades       | OFM-Quinta da Lixa     | a 53 s          |
| 5. | Miguel Mínguez      | Euskadi                | m.t.            |
| 6. | Arkimedes Arguelyes | Lokosphinx             | m.t.            |
| 7. | Fernando Grijalba   | Caja Rural-Seguros RGA | m.t.            |
| 8. | Joni Brandão        | Efapel-Glassdrive      | m.t.            |
| 9. | Amets Txurruka      | Caja Rural-Seguros RGA | m.t.            |
| 10. | Beñat Intxausti     | Movistar               | m.t.            |